# ゾウディアック
『ゾウディアック』（ZODIAC）はフリーウェアとして公開されているホラーアドベンチャーゲーム。
ゲーム製作ツールの吉里吉里を使用して開発された。
『ゾウディアック』『ゾウディアック2』の2作品が公開され、現在『ゾウディアック3』が開発休止状態である。

## ゾウディアック
フリー配布の写真素材や音楽素材を使用して製作された、フリーゲーム。公式サイトでは、謎解きが随所にあり、ストーリー分岐や複数のエンディングも用意されているため、ジャンルをホラーアドベンチャー風サウンドノベルとしながらも、行動選択による敵との戦闘というアクション要素も含んでいる。「バイオハザード・サイレントヒルを考える会」の陽炎氏が製作総指揮の下で作成されており、完全オリジナル作品ではあるが、両者の要素を感じさせる仕上がりである。ちなみに、起動時に再生される「ゾウディアック」というタイトルコールは、陽炎が担当。

### ストーリー
主人公のカイルは、婚約者のエイミーと親友ジェイクと共に、ゾウディアックという古代に栄えた都市を訪れるが、雪崩に巻き込まれて離れ離れになる。カイルが目を覚ました時、不可解な世界に足を踏み入れていた。エイミーとジェイクを探し、カイルは不思議な世界を彷徨う。同時に、エイミーもまた、ジェイクと共にカイルを探し歩く。

### 登場人物
- カイル・スカイラー

主人公。24歳、探検家。エイミーとジェイクを含めた3人で古代都市ゾウディアックへと訪れる。
- エイミー・ウェスト

23歳。カイルの婚約者。ジェイクとも友人として付き合いがある。作品中では、エイミー視点の物語も挿入されている。
- ジェイク・ボーガル

24歳。カイルの親友で、同じく探検家。カイルに誘われ、ゾウディアックを訪れる。

### スタッフ
- 製作総指揮：陽炎（バイサイ考会）

## ゾウディアック2
ほぼ全てが自作のイラスト、楽曲で構成されている。探索場所の設定が困難という理由で、『ゾウディアック2』より、背景はすべてイラストで製作されている。『2』から参入したキャラクターデザイン、楽曲など、フリーソフトでありながら一部のスタッフはプロである。
戦闘、謎解きという基本方針は変わっていないが、戦闘やフィールド移動において、大幅なシステム変更が成された。
まず、ストーリー序盤で行動を共にするパートナーを選択し、パートナーと共に探索や戦闘を行う。パートナーにはそれぞれ戦闘能力や行動の内容に差があり、プレイに影響を及ぼす。
戦闘に関しては、主人公のディーンとパートナーの武器を装備させて使用するシステムに変更された。武器の種類はハンドガン、ショットガン、ライフル、ボウガン、バール、ストックと、豊富になった。回復アイテムも新たに登場した。前作同様に行動の選択をする戦闘もあるが、一元戦闘、二元戦闘という新しい戦闘システムも導入されている。これにより、地形を利用した戦い方や、敵との距離を考慮するといった、アクション要素が色濃くなっている。
一部の謎解きはランダムで内容が変わるようになっており、繰り返しプレイも飽きさせない工夫がある。なお、戦闘と謎解きのレベルは、新規ゲーム開始時にNORMALとBIGINNERの2つの難易度が選択できる。途中で戦闘難易度は下げることも可能だが、一度下げた戦闘難易度は上げられない。
探索は主に、雪原フィールドと各ステージで行う。雪原フィールドの移動が採用されたため、プレイヤーがステージを任意に選択できるようになった。プログラムを終了すると、自動的にそこまでのデータが保存されるようになったので、利便性は良い。

### ストーリー
ディーンは、妻のリアが妊娠したことを機に、過去との決別のため、故郷ゾウディアックを訪れる。そして、最初の日の夜、見たこともない化け物がディーン達、宿泊客の前に現れる。助けを求めて雪原を探索するが、そこでもまた不可解な出来事ばかりが起こる。さらに、ゾウディアックと名乗る謎の男が、ディーンの前に現れ、最後の審判は始まったと伝える。それは、ディーンが16年間抱き続けた強い後悔と深く関わっていた。ディーンは過去の清算のため、ゾウディアックの探索をすることとなる。

### 登場人物
- ディーン・アルム（Dean Alm）

主人公。25歳、自動車整備工。ゾウディアック出身。とある出来事がきっかけで人生の大半を後悔と共に生きてきた。しかし、決して挫けることなく生きてきた芯の強い人間。今回故郷であるゾウディアックに過去との決別の目的でやってきた。
- リア・アルム（Leah Alm）

25歳。ディーンの妻であり、よき理解者。ディーンの後悔の念を包み込む母性本能、包容力を持ち、聞き上手。
- ジェーン・マクスウェル（Jane Maxwell）

21歳。活発でおしゃべり。自分が欲しいものには、積極的に手を出す多少自分勝手な性格。明るく振舞っているが、か弱くさびしがりやな一面も。
- ビリー・トールソン（Billy Tolson）

27歳。人はいいが、気が小さい。多少臆病な性格で、人前で話すのも苦手。ゾウディアックには単身スキー旅行の為に訪れる。
- アンディ・アルトマン（Andy Altman）

32歳。がっちりした体で、筋肉質。いかついその外見とは裏腹に、性格は穏やかで、口数も少ない。たくましい体と度胸を持ち、多少のことでは動じない。
- ジョー・ラフナー（Joe Roughner）

38歳。痩せ身で背が高い。生涯独身を貫く、クセのある男。プライドが高く、他人から見ると高慢なところがある。
- サラ・ペインター（Sarah Painter）

28歳、弁護士。常に強気で、しっかり者。あらゆる分野の知識が豊富で、行動力がある。身が軽くて運動神経もいい。
- ロバート・ルーロ（Robert Rullo）

65歳。ディーンが宿泊する山荘の経営者。人当たりがよく、優しい性格。自分の孫を非常に可愛がっており、孫の頼みは断れない。
- アレン・ルーロ（Allen Rullo）

15歳。ロバートの孫息子。常に強気で、背伸びをしたがる性格。子ども扱いされることを非常に嫌う。
- ジェフ（Jeff）

年齢不詳。顔や腕を包帯に包んだ、謎の男。他人を避けている。
- ゾウディアック（Zodiac）

謎の男。ディーン達の行く先々に現れては、意味深な言葉を残して消える。

### スタッフ
- 製作総指揮：陽炎
- シナリオ：あつひと、アマゾニア、陽炎、タキケン、中島あらた、南賀月
- キャラクターデザイン：中島あらた
- モンスターデザイン：アッサー、中島あらた、みぐ
- 背景イラスト：アッサー、南賀月、羽柴とおとし、ねこ2
- アイテムシラスト：雁
- BGM：dj.zAwA、あつひと、鹿討奏、ゆでこ
- ステージプラン：3kb 、OGSN
- メインシステム：陽炎
- ステージスクリプト：アマゾニア 、タキケン、陽炎

## ゾウディアック3
2008年9月13日より体験版公開。
長年開発中の状態であったが、制作総指揮の陽炎が音信不通の状態になったため、2011年4月2日にスタッフの一人であるアマゾニアが開発休止を公式ウェブサイトの掲示板で発表した。その後、公式サイトは閉鎖した。

### 登場人物
- ニール（Neil）

31歳
- エリカ（Erica）

31歳
- ケイシー（Cacey）

7歳
- アリシア（Alicia）

26歳
- アンソニー（Anthony）

28歳

### スタッフ
- 製作総指揮：陽炎
- 人物イラスト・怪物イラスト：中島あらた
- 音楽：あつひと、星威
- プランナー：アマゾニア、タキケン
- 背景イラスト：es、雁、南賀月、ハルバラ
- アイテムイラスト：治巳れん
- WEBデザイン：しるびあ

## ゾウディアックシリーズ
- ゾウディアック
- ゾウディアック2

現在は後述の+版に取って代わられた様子。
- ゾウディアック2＋

『ゾウディアック2』の追加要素版。追加ステージや隠しシナリオ、おまけ武器などの要素が追加されている。
- ゾウディアック3

開発休止。